# Rebecca Goldstein
Rebecca Newberger Goldstein (n. 23 februarie 1950 la White Plains, New York) este o romancieră și femeie-filozof americană de etnie ebraică.
A scris șase romane (printre care cel mai cunoscut este Problema minte-corp, The Mind-Body Problem, apărut în 1983), povestiri scurte, eseuri și studii biografice privind matematicianul Kurt Gödel, filozofii Baruch Spinoza și Platon.
1. ↑  „Rebecca Goldstein”, Gemeinsame Normdatei, accesat în 16 octombrie 2015
2. ↑  Guggenheim Fellows database, accesat în 24 decembrie 2020
3. ↑   https://www.macfound.org/fellows/534/ Lipsește sau este vid: |title= (ajutor)
4. ↑   http://secularsites.net/AAA-live/richard-dawkins-award-presentation/ Lipsește sau este vid: |title= (ajutor)
5. ↑   https://www.neh.gov/about/awards/national-humanities-medals, accesat în 6 august 2017 Lipsește sau este vid: |title= (ajutor)